# Zinkeniet
Het mineraal zinkeniet of zinckeniet is een lood-antimoon-sulfide met de chemische formule Pb9Sb22S42.

## Eigenschappen
Het opaak staalgrijs tot grijze zinkeniet heeft een staalgrijze streepkleur, een metallische glans en een imperfecte splijting volgens kristalvlak [1120]. De gemiddelde dichtheid is 5,23 en de hardheid is 3 tot 3,5. Het kristalstelsel is hexagonaal en het mineraal is noch radioactief, noch magnetisch.

## Naam
Het mineraal zin(c)keniet is genoemd naar de mineraloog J. K. L. Zincken (1798 - 1862).

## Voorkomen
Zinkeniet komt vooral voor in hydrothermale aders. De typelocatie is Wolfsberg in Duitsland. Het mineraal wordt verder onder andere gevonden in de Vallei van Fergana in Kirgizië.